# Ronde van Groot-Brittannië 2014
De 21e editie van de wielerwedstrijd Ronde van Groot-Brittannië vond in 2014 plaats van 7 tot en met 14 september. De wedstrijd startte in Liverpool en eindigde in Londen. De ronde maakte deel uit van de UCI Europe Tour 2014, in de categorie 2.HC. In 2013 won de Engelsman Bradley Wiggins. Deze editie werd gewonnen door de Nederlander Dylan van Baarle.

## Deelnemende ploegen
| WorldTour               | ProContinentaal | Continentaal           | Nationaal           |
| ----------------------- | --------------- | ---------------------- | ------------------- |
| Sky ProCycling          | Bardiani CSF    | Madison Genesis        | Verenigd Koninkrijk |
| Belkin                  | IAM Cycling     | NFTO                   |                     |
| BMC Racing Team         | MTN-Qhubeka     | Raleigh                |                     |
| Garmin Sharp            | NetApp-Endura   | Rapha Condor JLT       |                     |
| Giant-Shimano           | Novo Nordisk    | Velosure-Giordana      |                     |
| Omega Pharma-Quick-Step |                 | An Post-Chain Reaction |                     |
| Movistar                |                 |                        |                     |
| Tinkoff-Saxo            |                 |                        |                     |

## Etappe-overzicht
| etappe | datum        | start     | finish          | type                | afstand  | winnaar            | klassementsleider  |
| ------ | ------------ | --------- | --------------- | ------------------- | -------- | ------------------ | ------------------ |
| 1e     | 7 september  | Liverpool | Liverpool       | Vlakke rit          | 104,8 km | Marcel Kittel      | Marcel Kittel      |
| 2e     | 8 september  | Knowsley  | Llandudno       | Heuvelrit           | 200,8 km | Mark Renshaw       | Mark Renshaw       |
| 3e     | 9 september  | Newtown   | Abergavenny     | Heuvelrit           | 179,9 km | Edoardo Zardini    | Edoardo Zardini    |
| 4e     | 10 september | Worcester | Bristol         | Heuvelrit           | 184,6 km | Michał Kwiatkowski | Michał Kwiatkowski |
| 5e     | 11 september | Exmouth   | Exeter          | Heuvelrit           | 177,3 km | Matthias Brändle   | Michał Kwiatkowski |
| 6e     | 12 september | Bath      | Hemel Hempstead | Heuvelrit           | 205,6 km | Matthias Brändle   | Alex Dowsett       |
| 7e     | 13 september | Camberley | Brighton        | Heuvelrit           | 225,1 km | Julien Vermote     | Dylan van Baarle   |
| 8e b   | 14 september | Londen    | Londen          | Individuele tijdrit | 8,8 km   | Bradley Wiggins    | Dylan van Baarle   |
| 8e a   | 14 september | Londen    | Londen          | Vlakke rit          | 88,8 km  | Marcel Kittel      | Dylan van Baarle   |

## Etappe-uitslagen

### 1e etappe
| Liverpool - Liverpool (104,8 km) |                   |                         |          |
| Plaats                           | Naam              | Ploeg                   | Tijd     |
| Winnaar                          | Marcel Kittel     | Giant-Shimano           | 2u16'35" |
| 2                                | Nicola Ruffoni    | Bardiani CSF            | z.t.     |
| 3                                | Mark Cavendish    | Omega Pharma-Quick-Step | z.t.     |
| 4                                | Tyler Farrar      | Garmin Sharp            | z.t.     |
| 5                                | Ben Swift         | Sky ProCycling          | z.t.     |
| 6                                | Barry Markus      | Belkin                  | z.t.     |
| 7                                | Daniel McLay      | Verenigd Koninkrijk     | z.t.     |
| 8                                | Heinrich Haussler | IAM Cycling             | z.t.     |
| 9                                | Nikolaj Troesov   | Tinkoff-Saxo            | z.t.     |
| 10                               | Enrique Sanz      | Movistar                | z.t.     |
|                                  |                   |                         |          |
| 39                               | Bert De Backer    | Giant-Shimano           | z.t.     |

| Algemeen klassement |                 |                         |          |
| Plaats              | Naam            | Ploeg                   | Tijd     |
| Gele trui           | Marcel Kittel   | Giant-Shimano           | 2u16'25" |
| 2                   | sonny Colbrelli | Bardiani CSF            | + 1"     |
| 3                   | Nicola Ruffoni  | Bardiani CSF            | + 4"     |
| 4                   | Jon Mould       | NFTO                    | z.t.     |
| 5                   | Mark Cavendish  | Omega Pharma-Quick-Step | + 6"     |
| 6                   | Richard Handley | Rapha Condor JLT        | + 7"     |
| 7                   | Tyler Farrar    | Garmin Sharp            | + 10"    |
| 8                   | Ben Swift       | Sky ProCycling          | z.t.     |
| 9                   | Barry Markus    | Belkin                  | z.t.     |
| 10                  | Daniel McLay    | Verenigd Koninkrijk     | z.t.     |
|                     |                 |                         |          |
| 42                  | Bert De Backer  | Giant-Shimano           | z.t.     |

### 2e etappe
| Knowsley - Llandudno (200,8 km) |                    |                         |          |
| Plaats                          | Naam               | Ploeg                   | Tijd     |
| Winnaar                         | Mark Renshaw       | Omega Pharma-Quick-Step | 4u38'54" |
| 2                               | Ben Swift          | Sky ProCycling          | z.t.     |
| 3                               | Sam Bennett        | NetApp-Endura           | z.t.     |
| 4                               | Tyler Farrar       | Garmin Sharp            | z.t.     |
| 5                               | Rick Zabel         | BMC Racing Team         | z.t.     |
| 6                               | Michał Kwiatkowski | Omega Pharma-Quick-Step | z.t.     |
| 7                               | Jérôme Pineau      | IAM Cycling             | z.t.     |
| 8                               | Niki Terpstra      | Omega Pharma-Quick-Step | z.t.     |
| 9                               | Nicola Ruffoni     | Bardiani CSF            | z.t.     |
| 10                              | Heinrich Haussler  | IAM Cycling             | z.t.     |
|                                 |                    |                         |          |
| 21                              | Dylan Teuns        | BMC Racing Team         | z.t.     |

| Algemeen klassement |                   |                         |          |
| Plaats              | Naam              | Ploeg                   | Tijd     |
| Gele trui           | Mark Renshaw      | Omega Pharma-Quick-Step | 6u55'19" |
| 2                   | Ben Swift         | Sky ProCycling          | + 4"     |
| 3                   | Nicola Ruffoni    | Bardiani CSF            | z.t.     |
| 4                   | Sam Bennett       | NetApp-Endura           | + 6"     |
| 5                   | Mark Cavendish    | Omega Pharma-Quick-Step | z.t.     |
| 6                   | Alex Dowsett      | Movistar                | + 7"     |
| 7                   | Richard Handley   | Rapha Condor JLT        | z.t.     |
| 8                   | Tyler Farrar      | Garmin Sharp            | + 10"    |
| 9                   | Heinrich Haussler | IAM Cycling             | z.t.     |
| 10                  | Rick Zabel        | BMC Racing Team         | z.t.     |
|                     |                   |                         |          |
| 16                  | Niki Terpstra     | Omega Pharma-Quick-Step | z.t.     |
| 34                  | Dylan Teuns       | BMC Racing Team         | z.t.     |

### 3e etappe
| Newtown - Abergavenny (179,9 km) |                       |                         |          |
| Plaats                           | Naam                  | Ploeg                   | Tijd     |
| Winnaar                          | Edoardo Zardini       | Bardiani CSF            | 4u35'02" |
| 2                                | Michał Kwiatkowski    | Omega Pharma-Quick-Step | + 9"     |
| 3                                | Nicolas Roche         | Tinkoff-Saxo            | + 11"    |
| 4                                | Dylan Teuns           | BMC Racing Team         | z.t.     |
| 5                                | Bradley Wiggins       | Sky ProCycling          | + 14"    |
| 6                                | Giovanni Visconti     | Movistar                | z.t.     |
| 7                                | David López García    | Sky ProCycling          | z.t.     |
| 8                                | Sébastien Reichenbach | IAM Cycling             | + 16"    |
| 9                                | Jon Izagirre          | Movistar                | z.t.     |
| 10                               | Leopold König         | NetApp-Endura           | z.t.     |
|                                  |                       |                         |          |
| 12                               | Dylan van Baarle      | Garmin Sharp            | + 35"    |

| Algemeen klassement |                       |                         |           |
| Plaats              | Naam                  | Ploeg                   | Tijd      |
| Gele trui           | Edoardo Zardini       | Bardiani CSF            | 11u30'21" |
| 2                   | Michał Kwiatkowski    | Omega Pharma-Quick-Step | + 13"     |
| 3                   | Nicolas Roche         | Tinkoff-Saxo            | + 17"     |
| 4                   | Dylan Teuns           | BMC Racing Team         | + 21"     |
| 5                   | Bradley Wiggins       | Sky ProCycling          | + 24"     |
| 6                   | David López García    | Sky ProCycling          | z.t.      |
| 7                   | Jon Izagirre          | Movistar                | + 26"     |
| 8                   | Leopold König         | NetApp-Endura           | z.t.      |
| 9                   | Sébastien Reichenbach | IAM Cycling             | z.t.      |
| 10                  | Giovanni Visconti     | Movistar                | + 37"     |
|                     |                       |                         |           |
| 12                  | Dylan van Baarle      | Garmin Sharp            | + 45"     |

### 4e etappe
| Worcester - Bristol (184,6 km) |                    |                         |          |
| Plaats                         | Naam               | Ploeg                   | Tijd     |
| Winnaar                        | Michał Kwiatkowski | Omega Pharma-Quick-Step | 4u19'09" |
| 2                              | Albert Timmer      | Giant-Shimano           | z.t.     |
| 3                              | Dylan Teuns        | BMC Racing Team         | z.t.     |
| 4                              | Jack Bauer         | Garmin Sharp            | z.t.     |
| 5                              | Jon Izagirre       | Movistar                | z.t.     |
| 6                              | Nicolas Roche      | Tinkoff-Saxo            | z.t.     |
| 7                              | Ben Swift          | Sky ProCycling          | + 6"     |
| 8                              | Rick Zabel         | BMC Racing Team         | z.t.     |
| 9                              | Sonny Colbrelli    | Bardiani CSF            | z.t.     |
| 10                             | Sylvain Chavanel   | IAM Cycling             | z.t.     |

| Algemeen klassement |                       |                         |           |
| Plaats              | Naam                  | Ploeg                   | Tijd      |
| Gele trui           | Michał Kwiatkowski    | Omega Pharma-Quick-Step | 15u49'33" |
| 2                   | Edoardo Zardini       | Bardiani CSF            | + 3"      |
| 3                   | Dylan Teuns           | BMC Racing Team         | + 14"     |
| 4                   | Nicolas Roche         | Tinkoff-Saxo            | z.t.      |
| 5                   | Jon Izagirre          | Movistar                | + 23"     |
| 6                   | Bradley Wiggins       | Sky ProCycling          | + 27"     |
| 7                   | David López García    | Sky ProCycling          | z.t.      |
| 8                   | Leopold König         | NetApp-Endura           | + 29"     |
| 9                   | Sébastien Reichenbach | IAM Cycling             | z.t.      |
| 10                  | Giovanni Visconti     | Movistar                | + 40"     |
|                     |                       |                         |           |
| 12                  | Dylan van Baarle      | Garmin Sharp            | + 48"     |

### 5e etappe
| Exmouth - Exeter (177,3 km) |                    |                         |          |
| Plaats                      | Naam               | Ploeg                   | Tijd     |
| Winnaar                     | Matthias Brändle   | IAM Cycling             | 4u32'03" |
| 2                           | Shane Archbold     | An Post-Chain Reaction  | + 8"     |
| 3                           | Maarten Wynants    | Belkin                  | z.t.     |
| 4                           | Sonny Colbrelli    | Bardiani CSF            | + 14"    |
| 5                           | Ben Swift          | Sky ProCycling          | z.t.     |
| 6                           | Rick Zabel         | BMC Racing Team         | z.t.     |
| 7                           | Michał Kwiatkowski | Omega Pharma-Quick-Step | z.t.     |
| 8                           | Kevyn Ista         | IAM Cycling             | z.t.     |
| 9                           | Nicolas Roche      | Tinkoff-Saxo            | z.t.     |
| 10                          | Jack Bauer         | Garmin Sharp            | z.t.     |
|                             |                    |                         |          |
| 11                          | Albert Timmer      | Giant-Shimano           | z.t.     |

| Algemeen klassement |                       |                         |           |
| Plaats              | Naam                  | Ploeg                   | Tijd      |
| Gele trui           | Michał Kwiatkowski    | Omega Pharma-Quick-Step | 15u49'33" |
| 2                   | Edoardo Zardini       | Bardiani CSF            | + 3"      |
| 3                   | Dylan Teuns           | BMC Racing Team         | + 14"     |
| 4                   | Nicolas Roche         | Tinkoff-Saxo            | z.t.      |
| 5                   | Jon Izagirre          | Movistar                | + 23"     |
| 6                   | Bradley Wiggins       | Sky ProCycling          | + 27"     |
| 7                   | David López García    | Sky ProCycling          | z.t.      |
| 8                   | Leopold König         | NetApp-Endura           | + 29"     |
| 9                   | Sébastien Reichenbach | IAM Cycling             | z.t.      |
| 10                  | Giovanni Visconti     | Movistar                | + 40"     |
|                     |                       |                         |           |
| 12                  | Dylan van Baarle      | Garmin Sharp            | + 48"     |

### 6e etappe
| Bath - Hemel Hempstead (205,6 km) |                   |                 |          |
| Plaats                            | Naam              | Ploeg           | Tijd     |
| Winnaar                           | Matthias Brändle  | IAM Cycling     | 4u44'49" |
| 2                                 | Alex Dowsett      | Movistar        | + 1"     |
| 3                                 | Thomas Stewart    | Madison Genesis | z.t.     |
| 4                                 | Sonny Colbrelli   | Bardiani CSF    | + 1'51"  |
| 5                                 | Nicola Ruffoni    | Bardiani CSF    | z.t.     |
| 6                                 | Ben Swift         | Sky ProCycling  | z.t.     |
| 7                                 | Martin Kohler     | BMC Racing Team | z.t.     |
| 8                                 | Heinrich Haussler | IAM Cycling     | z.t.     |
| 9                                 | Rick Zabel        | BMC Racing Team | z.t.     |
| 10                                | Tom Veelers       | Giant-Shimano   | z.t.     |
|                                   |                   |                 |          |
| 20                                | Dylan Teuns       | BMC Racing Team | z.t.     |

| Algemeen klassement |                       |                         |           |
| Plaats              | Naam                  | Ploeg                   | Tijd      |
| Gele trui           | Alex Dowsett          | Movistar                | 25u07'53" |
| 2                   | Michał Kwiatkowski    | Omega Pharma-Quick-Step | + 34"     |
| 3                   | Edoardo Zardini       | Bardiani CSF            | + 40"     |
| 4                   | Nicolas Roche         | Tinkoff-Saxo            | + 50"     |
| 5                   | Dylan Teuns           | BMC Racing Team         | + 51"     |
| 6                   | Jon Izagirre          | Movistar                | + 1'00"   |
| 7                   | Bradley Wiggins       | Sky ProCycling          | + 1'02"   |
| 8                   | David López García    | Sky ProCycling          | + 1'04"   |
| 9                   | Leopold König         | NetApp-Endura           | + 1'06"   |
| 10                  | Sébastien Reichenbach | IAM Cycling             | z.t.      |
|                     |                       |                         |           |
| 14                  | Dylan van Baarle      | Garmin Sharp            | + 1'25"   |

### 7e etappe
| Camberley - Brighton (225,1 km) |                            |                         |          |
| Plaats                          | Naam                       | Ploeg                   | Tijd     |
| Winnaar                         | Julien Vermote             | Omega Pharma-Quick-Step | 5u12'34" |
| 2                               | Ignatas Konovalovas        | MTN-Qhubeka             | + 23"    |
| 3                               | Dylan van Baarle           | Garmin Sharp            | z.t.     |
| 4                               | Michał Kwiatkowski         | Omega Pharma-Quick-Step | + 1'20"  |
| 5                               | Lars Petter Nordhaug       | Belkin                  | z.t.     |
| 6                               | Kevyn Ista                 | IAM Cycling             | z.t.     |
| 7                               | Dylan Teuns                | BMC Racing Team         | z.t.     |
| 8                               | Sylvain Chavanel           | IAM Cycling             | z.t.     |
| 9                               | Francesco Manuel Bongiorno | Bardiani CSF            | z.t.     |
| 10                              | Edoardo Zardini            | Bardiani CSF            | z.t.     |

| Algemeen klassement |                       |                         |           |
| Plaats              | Naam                  | Ploeg                   | Tijd      |
| Gele trui           | Dylan van Baarle      | Garmin Sharp            | 30u22'02" |
| 2                   | Michał Kwiatkowski    | Omega Pharma-Quick-Step | + 19"     |
| 3                   | Edoardo Zardini       | Bardiani CSF            | + 25"     |
| 4                   | Nicolas Roche         | Tinkoff-Saxo            | + 35"     |
| 5                   | Dylan Teuns           | BMC Racing Team         | + 36"     |
| 6                   | Jon Izagirre          | Movistar                | + 45"     |
| 7                   | Bradley Wiggins       | Sky ProCycling          | + 47"     |
| 8                   | David López García    | Sky ProCycling          | + 49"     |
| 9                   | Sébastien Reichenbach | IAM Cycling             | + 51"     |
| 10                  | Alex Dowsett          | Movistar                | + 59"     |

### 8e etappe deel A
| Londen - Londen (8,8 km (ITT)) |                         |                         |       |
| Plaats                         | Naam                    | Ploeg                   | Tijd  |
| Winnaar                        | Bradley Wiggins         | Sky ProCycling          | 9'50" |
| 2                              | Sylvain Chavanel        | IAM Cycling             | + 8"  |
| 3                              | Steven Cummings         | BMC Racing Team         | + 9"  |
| 4                              | Jan Bárta               | NetApp-Endura           | + 14" |
| 5                              | Matthias Brändle        | IAM Cycling             | + 15" |
| 6                              | Michał Kwiatkowski      | Omega Pharma-Quick-Step | + 16" |
| 7                              | Ryan Mullen             | An Post-Chain Reaction  | + 20" |
| 8                              | Alex Dowsett            | Movistar                | z.t.  |
| 9                              | Christopher Juul-Jensen | Tinkoff-Saxo            | + 24" |
| 10                             | Martin Kohler           | BMC Racing Team         | + 25" |
|                                |                         |                         |       |
| 11                             | Dylan van Baarle        | Garmin Sharp            | z.t.  |
| 24                             | Julien Vermote          | Omega Pharma-Quick-Step | + 35" |

| Algemeen klassement |                    |                         |           |
| Plaats              | Naam               | Ploeg                   | Tijd      |
| Gele trui           | Dylan van Baarle   | Garmin Sharp            | 30u32'17" |
| 2                   | Michał Kwiatkowski | Omega Pharma-Quick-Step | + 10"     |
| 3                   | Bradley Wiggins    | Sky ProCycling          | + 22"     |
| 4                   | Edoardo Zardini    | Bardiani CSF            | + 37"     |
| 5                   | Nicolas Roche      | Tinkoff-Saxo            | + 42"     |
| 6                   | Jon Izagirre       | Movistar                | + 46"     |
| 7                   | Sylvain Chavanel   | IAM Cycling             | + 50"     |
| 8                   | Alex Dowsett       | Movistar                | + 54"     |
| 9                   | Dylan Teuns        | BMC Racing Team         | + 1'10"   |
| 10                  | David López García | Sky ProCycling          | + 1'11"   |

### 8e etappe deel B
| Londen - Londen (88,8 km) |                 |                         |          |
| Plaats                    | Naam            | Ploeg                   | Tijd     |
| Winnaar                   | Marcel Kittel   | Giant-Shimano           | 1u50'33" |
| 2                         | Mark Cavendish  | Omega Pharma-Quick-Step | z.t.     |
| 3                         | Nicola Ruffoni  | Bardiani CSF            | z.t.     |
| 4                         | Enrique Sanz    | Movistar                | z.t.     |
| 5                         | Rick Zabel      | BMC Racing Team         | z.t.     |
| 6                         | Ian Wilkinson   | Raleigh                 | z.t.     |
| 7                         | Daniel McLay    | Verenigd Koninkrijk     | z.t.     |
| 8                         | Nikolaj Troesov | Tinkoff-Saxo            | z.t.     |
| 9                         | Adam Blythe     | NFTO                    | z.t.     |
| 10                        | Shane Archbold  | An Post-Chain Reaction  | z.t.     |
|                           |                 |                         |          |
| 11                        | Barry Markus    | Belkin                  | z.t.     |
| 35                        | Dylan Teuns     | BMC Racing Team         | z.t.     |

## Eindklassementen
| Plaats    | Naam                       | Ploeg                   | Tijd      |
| --------- | -------------------------- | ----------------------- | --------- |
| Gele trui | Dylan van Baarle           | Garmin Sharp            | 32u22'50" |
| 2         | Michał Kwiatkowski         | Omega Pharma-Quick-Step | + 10"     |
| 3         | Bradley Wiggins            | Sky ProCycling          | + 22"     |
| 4         | Edoardo Zardini            | Bardiani CSF            | + 37"     |
| 5         | Nicolas Roche              | Tinkoff-Saxo            | + 42"     |
| 6         | Jon Izagirre               | Movistar                | + 46"     |
| 7         | Sylvain Chavanel           | IAM Cycling             | + 50"     |
| 8         | Alex Dowsett               | Movistar                | + 54"     |
| 9         | Jan Bárta                  | NetApp-Endura           | + 1'09"   |
| 10        | Dylan Teuns                | BMC Racing Team         | + 1'10"   |
| 11        | David López García         | Sky ProCycling          | + 1'11"   |
| 12        | Sébastien Reichenbach      | IAM Cycling             | z.t.      |
| 13        | Ignatas Konovalovas        | MTN-Qhubeka             | + 1'19"   |
| 14        | Christopher Juul-Jensen    | Tinkoff-Saxo            | + 1'24"   |
| 15        | Tao Geoghegan Hart         | Verenigd Koninkrijk     | + 1'52"   |
| 16        | Rory Sutherland            | Tinkoff-Saxo            | + 1'53"   |
| 17        | Francesco Manuel Bongiorno | Bardiani CSF            | + 1'59"   |
| 18        | Steven Lampier             | Velosure-Giordana       | + 2'06"   |
| 19        | Matthieu Boulo             | Raleigh                 | + 2'13"   |
| 20        | Jack Bauer                 | Garmin Sharp            | + 2'16"   |

| Plaats      | Naam               | Ploeg                   | Punten |
| ----------- | ------------------ | ----------------------- | ------ |
| Blauwe trui | Michał Kwiatkowski | Omega Pharma-Quick-Step | 70     |
| 2           | Ben Swift          | Sky ProCycling          | 55     |
| 3           | Rick Zabel         | BMC Racing Team         | 49     |
|             |                    |                         |        |
| 7           | Dylan Teuns        | BMC Racing Team         | 34     |
| 13          | Dylan van Baarle   | Garmin Sharp            | 25     |

| Plaats     | Naam               | Ploeg                   | Punten |
| ---------- | ------------------ | ----------------------- | ------ |
| Witte trui | Mark McNally       | An Post-Chain Reaction  | 51     |
| 2          | Matthias Brändle   | IAM Cycling             | 30     |
| 3          | Michał Kwiatkowski | Omega Pharma-Quick-Step | 25     |
|            |                    |                         |        |
| 4          | Dylan van Baarle   | Garmin Sharp            | 24     |
| 5          | Dylan Teuns        | BMC Racing Team         | 23     |

| Plaats      | Naam             | Ploeg           | Tijd |
| ----------- | ---------------- | --------------- | ---- |
| Groene trui | Sebastian Lander | BMC Racing Team | 16   |
| 2           | Alex Dowsett     | Movistar        | 14   |
| 3           | Dylan van Baarle | Garmin Sharp    | 9    |
|             |                  |                 |      |
| 7           | Maarten Wynants  | Belkin          | 6    |

| Plaats | Ploeg                   | Tijd      |
| ------ | ----------------------- | --------- |
|        | IAM Cycling             | 97u09'47" |
| 2      | Tinkoff-Saxo            | + 2'27"   |
| 3      | Movistar                | + 3'25"   |
|        |                         |           |
| 5      | Omega Pharma-Quick-Step | + 5'48"   |
| 10     | Belkin                  | + 21'03"  |

## Klassementenverloop
| Etappe       | Winnaar            | Algemeen klassement · | Puntenklassement · | Bergklassement · | Sprintklassement · | Ploegenklassement ·     |
| ------------ | ------------------ | --------------------- | ------------------ | ---------------- | ------------------ | ----------------------- |
| 1            | Marcel Kittel      | Marcel Kittel         | Marcel Kittel      | Mark McNally     | Sonny Colbrelli    | Belkin                  |
| 2            | Mark Renshaw       | Mark Renshaw          | Ben Swift          | Mark McNally     | Sonny Colbrelli    | Omega Pharma-Quick-Step |
| 3            | Edoardo Zardini    | Edoardo Zardini       | Ben Swift          | Mark McNally     | Sonny Colbrelli    | IAM Cycling             |
| 4            | Michał Kwiatkowski | Michał Kwiatkowski    | Michał Kwiatkowski | Mark McNally     | Sebastian Lander   | Tinkoff-Saxo            |
| 5            | Matthias Brändle   | Michał Kwiatkowski    | Michał Kwiatkowski | Mark McNally     | Sebastian Lander   | IAM Cycling             |
| 6            | Matthias Brändle   | Alex Dowsett          | Ben Swift          | Mark McNally     | Sebastian Lander   | IAM Cycling             |
| 7            | Julien Vermote     | Dylan van Baarle      | Michał Kwiatkowski | Mark McNally     | Sebastian Lander   | IAM Cycling             |
| 8a           | Bradley Wiggins    | Dylan van Baarle      | Michał Kwiatkowski | Mark McNally     | Sebastian Lander   | IAM Cycling             |
| 8b           | Marcel Kittel      | Dylan van Baarle      | Michał Kwiatkowski | Mark McNally     | Sebastian Lander   | IAM Cycling             |
| 0Eindstanden | 0Eindstanden       | Dylan van Baarle      | Michał Kwiatkowski | Mark McNally     | Sebastian Lander   | IAM Cycling             |

## UCI Europe Tour
In deze Ronde van Groot-Brittannië waren punten te verdienen voor de ranking in de UCI Europe Tour 2014. Enkel renners die uitkwamen voor een (pro-)continentale ploeg, maakten aanspraak om punten te verdienen.
| Positie                      | 1e  | 2e | 3e | 4e | 5e | 6e | 7e | 8e | 9e | 10e | 11e | 12e | 13e | 14e | 15e |
| Eindklassement               | 100 | 70 | 40 | 30 | 25 | 20 | 15 | 10 | 9  | 8   | 7   | 6   | 5   | 4   | 3   |
| Per etappe                   | 20  | 14 | 8  | 7  | 6  | 5  | 4  | 2  |    |     |     |     |     |     |     |
| Drager leiderstrui (per dag) | 10  |    |    |    |    |    |    |    |    |     |     |     |     |     |     |

| #  | Renner                | Ploeg                                  | Punten |
| -- | --------------------- | -------------------------------------- | ------ |
| 1  | Edoardo Zardini       | Bardiani CSF                           | 60     |
| 2  | Matthias Brändle      | IAM Cycling                            | 46     |
| 3  | Sylvain Chavanel      | IAM Cycling                            | 31     |
| 4  | Nicola Ruffoni        | Bardiani CSF                           | 28     |
| 5  | Dylan Teuns           | BMC Racing Team/ BMC DT                | 27     |
| 6  | Ignatas Konovalovas   | MTN-Qhubeka                            | 19     |
| 7  | Jan Bárta             | NetApp-Endura                          | 16     |
| 8  | Shane Archbold        | An Post-Chain Reaction                 | 14     |
| 8  | Sonny Colbrelli       | Bardiani CSF                           | 14     |
| 10 | Sam Bennett           | NetApp-Endura                          | 8      |
| 10 | Thomas Stewart        | Madison Genesis                        | 8      |
| 10 | Daniel McLay          | Verenigd Koninkrijk/ Lotto Belisol U23 | 8      |
| 10 | Sébastien Reichenbach | IAM Cycling                            | 8      |
| 14 | Kevyn Ista            | IAM Cycling                            | 7      |
| 15 | Ian Wilkinson         | Raleigh                                | 5      |
| 16 | Jérôme Pineau         | IAM Cycling                            | 4      |
| 16 | Heinrich Haussler     | IAM Cycling                            | 4      |
| 16 | Ryan Mullen           | An Post-Chain Reaction                 | 4      |
| 19 | Tao Geoghegan Hart    | Verenigd Koninkrijk/ Bissell DT        | 3      |

1987 · 
1988 · 
1989 · 
1990 · 
1991 · 
1992 · 
1993 · 
1994 · 
1995 · 
1996 · 
1997 · 
1998 · 
1999 · 
2000 · 
2001 · 
2002 · 
2003 · 
2004 · 
2005 · 
2006 · 
2007 · 
2008 · 
2009 · 
2010 · 
2011 · 
2012 · 
2013 · 
2014 · 
2015 · 
2016 ·
2017 · 
2018 ·
2019 ·
2020 · 
2021 · 
2022 · 
2023 · 
2024 ·
Etappewedstrijden

 Ster van Bessèges ·
 Ronde van de Middellandse Zee ·
 Ruta del Sol ·
 Ronde van de Algarve ·
 Ronde van de Haut-Var ·
 Driedaagse van West-Vlaanderen ·
 Internationale Wielerweek ·
 Internationaal Wegcriterium ·
 Driedaagse van De Panne-Koksijde ·
 Ronde van de Sarthe ·
 Ronde van Trentino ·
 Ronde van Turkije ·
 Vierdaagse van Duinkerke ·
 Ronde van Azerbeidzjan ·
 Szlakiem Grodów Piastowskich ·
 Ronde van Castilië en León ·
 Ronde van Picardië ·
 Ronde van Noorwegen ·
 World Ports Classic ·
 Ronde van Beieren ·
 Ronde van België ·
 Tour des Fjords ·
 Ronde van Estland ·
 Ronde van Luxemburg ·
 Boucles de la Mayenne ·
 Ster ZLM Toer ·
 Ronde van Slovenië ·
 Route du Sud ·
 Ronde van Oostenrijk ·
 Sibiu Cycling Tour ·
 Ronde van Wallonië ·
 Ronde van Portugal ·
 Ronde van Denemarken ·
 Ronde van de Ain ·
 Ronde van Burgos ·
 Arctic Race of Norway ·
 Ronde van de Limousin ·
 Ronde van Poitou-Charentes ·
 Ronde van Groot-Brittannië ·
 Ronde van Gévaudan Languedoc-Roussillon ·
 Eurométropole Tour
Eendaagse wedstrijden

 GP La Marseillaise ·
 Grote Prijs van de Etruskische Kust ·
 Trofeo Palma ·
 Trofeo Ses Salines ·
 Trofeo Serra de Tramuntana ·
 Trofeo Platja de Muro ·
 Trofeo Laigueglia ·
 Ronde van Murcia ·
 Omloop Het Nieuwsblad ·
 Classic Sud Ardèche ·
 GP Lugano ·
 Clásica de Almería ·
 Kuurne-Brussel-Kuurne ·
 La Drôme Classic ·
 Le Samyn ·
 GP Città di Camaiore ·
 Strade Bianche ·
 Roma Maxima ·
 Ronde van Drenthe ·
 Dwars door Drenthe ·
 Nokere Koerse ·
 GP Nobili Rubinetterie ·
 Handzame Classic ·
 Classic Loire-Atlantique ·
 Grote Prijs van Cholet-Pays de Loire ·
 Dwars door Vlaanderen ·
 Route Adélie de Vitré ·
 Volta Limburg Classic ·
 Grote Prijs Miguel Indurain ·
 Ronde van La Rioja ·
 Scheldeprijs ·
 GP Cerami ·
 Klasika Primavera ·
 Parijs-Camembert ·
 Brabantse Pijl ·
 GP Denain ·
 Ronde van de Finistère ·
 Tro Bro Léon ·
 Ronde van Keulen ·
 La Roue Tourangelle ·
 Rund um den Finanzplatz Eschborn-Frankfurt ·
 Ronde van de Somme ·
 ProRace Berlin ·
 Grote Prijs van Plumelec ·
 Boucles de l'Aulne ·
 Ronde van Zeeland Seaports ·
 GP Kanton Aargau ·
 Ronde van Limburg ·
 Ronde van de Apennijnen ·
 Halle-Ingooigem ·
 Prueba Villafranca de Ordizia ·
 GP Industria & Artigianato-Larciano ·
 Ronde van Toscane ·
 Circuito de Getxo ·
 Polynormande ·
 RideLondon Classic ·
 GP Stad Zottegem ·
 Arnhem-Veenendaal Classic ·
 Châteauroux Classic de l'Indre ·
 Druivenkoers Overijse ·
 Brussels Cycling Classic ·
 GP Fourmies ·
 Ronde van de Doubs ·
 GP Jef Scherens ·
 Coppa Bernocchi ·
 GP van Wallonië ·
 Coppa Agostoni ·
 Ronde van de Drie Valleien ·
 Kampioenschap van Vlaanderen ·
 Grote Prijs Impanis-Van Petegem ·
 Memorial Marco Pantani ·
 GP Industria & Commercio di Prato ·
 GP van Isbergues ·
 Omloop van het Houtland ·
 Duo Normand ·
 Milaan-Turijn ·
 Ronde van het Münsterland ·
 Ronde van de Vendée ·
 Memorial Frank Vandenbroucke ·
 Coppa Sabatini ·
 Parijs-Bourges ·
 Ronde van Emilia ·
 Parijs-Tours ·
 GP Beghelli ·
 Nationale Sluitingsprijs ·
 Chrono des Nations